# 肥满碘泡虫
肥满碘泡虫（学名：Myxobolus inflatus）为碘泡科碘泡虫属的动物。在中国，分布于辽宁、湖南等，营寄生生活，寄生在鳃（史氏黄䱂）、肾、膀胱（鲫）。
其种加词“Inflatus”意为“膨胀的”。